# Torre di Tramariglio
La torre di Tramariglio, nota anche come torre del Tamerice, è una torre costiera sarda posta sul promontorio omonimo nei pressi di Tramariglio, frazione di Alghero.

## Storia
La torre fu costruita a partire dal 1585 per volere degli Aragonesi, al fine di contrastare e scoraggiare le invasioni dei saraceni, e fu completata probabilmente tra il 1588 e il 1590; fu eretta su un promontorio proteso tra le baie di Porto Conte e della Dragunara, a una quota che consentisse la visibilità delle torri Nuova, del Bulo, della Pegna e di Punta Giglio; la struttura apparteneva alla categoria senzillas, ossia era adibita a difesa leggera.

## Descrizione

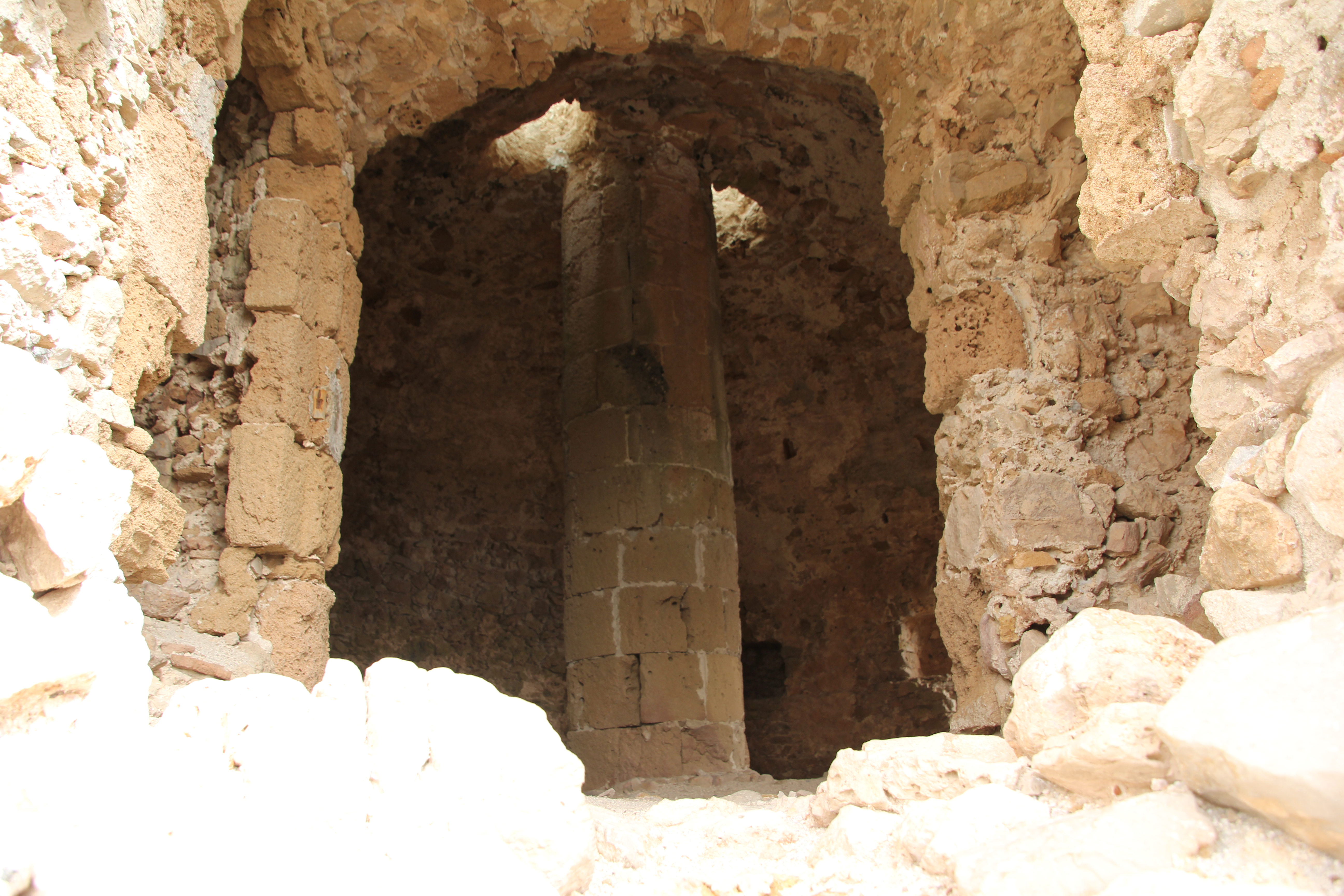
Interno

La torre cilindrica, a base troncoconica, si sviluppa su una pianta circolare del diametro di 14 m.
Interamente realizzata in calcare, la struttura si erge sulla sommità di un promontorio roccioso accessibile attraverso un sentiero; alta circa 11 m, presenta un unico ingresso posto alla quota di 5 m, preceduto dai ruderi di un piccolo rivellino; in sommità, dalla struttura aggettano i resti di quattro garitte di vedetta.
All'interno si trova un unico ambiente a pianta circolare, coperto da una cupola retta da un grande pilastro centrale cilindrico; la sala è illuminata da alcune aperture in mattoni ad arco a sesto acuto, realizzate in epoca successiva all'edificazione della torre, e ospita un camino e alcune nicchie destinate ad accogliere piccoli pezzi d'artiglieria; dall'ampia stanza si accede alla cisterna e, salendo una scala a chiocciola, al terrazzo panoramico di copertura, su cui si trovano le tracce di quattro cannoniere.